# (2763) Jeans
(2763) Jeans (1982 OG; 1930 UY; 1941 QA; 1945 TE; 1955 HC; 1975 XU2; 1975 XV1; 1979 YE) ist ein ungefähr acht Kilometer großer Asteroid des inneren Hauptgürtels, der am 24. Juli 1982 vom US-amerikanischen Astronomen Edward L. G. Bowell am Lowell-Observatorium, Anderson Mesa Station (Anderson Mesa) in der Nähe von Flagstaff, Arizona (IAU-Code 688) entdeckt wurde.

## Benennung
(2763) Jeans wurde nach dem englischen Physiker, Astronomen und Mathematiker James Jeans (1877–1946) benannt, dessen Forschungen Kosmogonie, Sternentwicklung und Sternendynamik umfasste. Nach Jeans wurden ein Mondkrater und ein Marskrater benannt.